# The Avenging Trail
The Avenging Trail er en amerikansk stumfilm fra 1917 af Francis Ford.

## Medvirkende
- Harold Lockwood som Gaston Olaf.
- Sally Crute som Rose Havens.
- Joseph Dailey som Tom Pine.
- Walter Lewis som Dave Taggert.
- Louis Wolheim som Lefty Red.